# Frida, c'est moi (web-série)
 (octobre 2023).
La mise en forme du texte ne suit pas les recommandations de Wikipédia : il faut le « wikifier ».
Les points d'amélioration suivants sont les cas les plus fréquents :
- Les titres sont pré-formatés par le logiciel. Ils ne sont ni en capitales, ni en gras.
- Le texte ne doit pas être écrit en capitales (les noms de famille non plus), ni en gras, ni en italique, ni en « petit »…
- Le gras n'est utilisé que pour surligner le titre de l'article dans l'introduction, une seule fois.
- L'italique est rarement utilisé : mots en langue étrangère, titres d'œuvres, noms de bateaux, etc.
- Les citations ne sont pas en italique mais en corps de texte normal. Elles sont entourées par des guillemets français : « et ».
- Les listes à puces sont à éviter, des paragraphes rédigés étant largement préférés. Les tableaux sont à réserver à la présentation de données structurées (résultats, etc.).
- Les appels de note de bas de page (petits chiffres en exposant, introduits par l'outil «  Source ») sont à placer entre la fin de phrase et le point final[comme ça].
- Les liens internes (vers d'autres articles de Wikipédia) sont à choisir avec parcimonie. Créez des liens vers des articles approfondissant le sujet. Les termes génériques sans rapport avec le sujet sont à éviter, ainsi que les répétitions de liens vers un même terme.
- Les liens externes sont à placer uniquement dans une section « Liens externes », à la fin de l'article. Ces liens sont à choisir avec parcimonie suivant les règles définies. Si un lien sert de source à l'article, son insertion dans le texte est à faire par les notes de bas de page.
- La présentation des références doit suivre les conventions bibliographiques. Il est recommandé d'utiliser les modèles {{Ouvrage}}, {{Chapitre}}, {{Article}}, {{Lien web}} et/ou {{Bibliographie}}. Le mode d'édition visuel peut mettre en forme automatiquement les références.
- Insérer une infobox (cadre d'informations à droite) n'est pas obligatoire pour parachever la mise en page.

Pour une aide détaillée, merci de consulter Aide:Wikification.
Si vous pensez que ces points ont été résolus, vous pouvez retirer ce bandeau et améliorer la mise en forme d'un autre article.
Frida, c’est moi est une web-série d’animation québécoise en 6 épisodes de 6 minutes, adaptée du livre éponyme par Sophie Faucher et Cara Carmina, réalisée par Karine Vézina et André Kadi, produite par Tobo Média et Du Coup Studio Production, diffusée depuis le 6 octobre 2023 sur Télé-Québec,.
Tobo Média a également produit la web-série jeunesse Le monde selon diffusée sur le site web de Télé-Québec depuis le 20 mars 2022.

## Synopsis
Frida, c’est moi raconte l’histoire d’une petite fille qui apprivoise handicap et différence, grâce à la puissance de l’imaginaire, de la créativité et à la présence bienveillante de son entourage.
Les épisodes mettent en scène une Frida inspirée de l’artiste culte Frida Kahlo.
Portée par une trame de fond toute mexicaine, la série raconte avec une poésie multicolore les fragments de vie marquants de Frida, une petite fille pétillante de vie qui exprime sa vulnérabilité avec courage et détermination.

## Fiche technique
- Réalisation: Karine Vézina et André Kadi
- Scénario : Sophie Faucher et Émilie Gabrielle 
  - Conseil à la scénarisation : Johanne Champagne
- Musique : Laetitia Pansanel-Garric
- Conseil et conception artistique : Cara Carmina
- Direction artistique et de l'animation : Marie-Michelle Laflamme
- Décors, concepts et personnages : Jade Tam
- Scénarimage : Laurie Tousignant
- Animation, rig et effets spéciaux : Audrey Michaud, Hugo Giard-Leclerc, Julie Fréchette, Kathy Bélanger, Nicolas Dufresne, Daniel-Wonder Tshinkenke, Nicolas Roy, Étienne Côté
- Armature des personnages : Hugo Giard-Leclerc
- Production : Florence Roche (Tobo Média) et André Kadi (Du Coup Studio Production)
- Société xde production : Tobo Média et Du Coup Studio Production
- Société d’animation : Du Coup Animation
- Pays de production :  Québec
- Langue originale : français

## Distribution des voix
- Emma Rodriguez: Frida
- Oscar Aguirre: Guillermo
- Roberta Arguello: Matilde
- Pablo Benitez: Tonito
- Rebeca Gonzales: Cristina
- Norma Andreu: Mme Gonzales
- Nicolas Rodriguez: Miguel, Matias
- Mariane Jacqueline Martinez: Norma, Emma
- Reynaldo Bueno: Esteban
- José Luis Figueroa: le maire

## Épisodes
1. Frida-de-Coyoacan-des-coyotes
2. Frida-qui-ira-mieux-bientôt
3. Frida-multicolore
4. Frida-qui-a-des-ailes
5. Frida-ça-roule
6. Frida-viva-la-vida![8]